# Evolução sociocultural

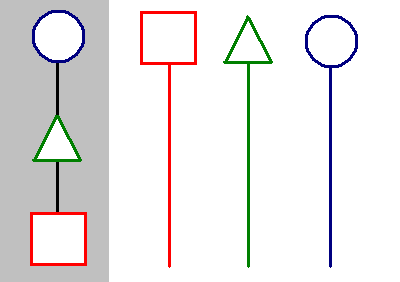
No modelo de evolução unilinear à esquerda, todas as culturas progridem através de um conjunto de fases, enquanto que no modelo de evolução multilinear à direita, histórias culturais distintas são enfatizadas.

Evolução sociocultural, evolucionismo sociocultural ou evolução cultural são teorias da sociobiologia e evolução cultural que descrevem como as sociedades e a cultura mudam ao longo do tempo. Enquanto o desenvolvimento sociocultural traça processos que tendem a aumentar a complexidade de uma sociedade ou cultura, a evolução sociocultural também considera processos que podem levar à diminuição da complexidade (degeneração) ou que podem produzir variação ou proliferação sem mudanças aparentemente significativas na complexidade (cladogênese). A evolução sociocultural é "o processo pelo qual a reorganização estrutural é afetada ao longo do tempo, eventualmente produzindo uma forma ou estrutura que é qualitativamente diferente da forma ancestral".
Trata-se de um termo comum para teorias de evolução cultural e evolução social, descrevendo como culturas e sociedades se desenvolveram através do tempo. Embora tais teorias tipicamente forneçam modelos para a compreensão do relacionamento entre tecnologias, estrutura social, valores da sociedade, e como e por que eles mudam com o tempo, variam quanto à descrição dos mecanismos específicos de variação e mudança social.
A maioria das abordagens do século XIX e algumas do século XX objetivavam fornecer modelos para a evolução da humanidade como um todo, argumentando que sociedades diferentes estão em etapas diferentes do desenvolvimento social. Presentemente, esta linha é continuada em certo grau pela abordagem dos Sistemas Mundo. Muitas das abordagens mais recentes do século XX se concentram sobre mudanças específicas em sociedades individuais e rejeitam a ideia de mudança direcional ou progresso social. A maioria dos arqueólogos e antropólogos culturais trabalham com o arcabouço de teorias modernas de evolução sociocultural. Abordagens modernas para a evolução sociocultural incluem neo-evolucionismo, sociobiologia, teoria da modernização e teoria da sociedade pós-industrial.Quaisquer que sejam os fundamentos em que os cientistas sociais se baseiam, todos estão de acordo em que a sociedade sofreu um processo gradual de transformação ao longo do tempo.

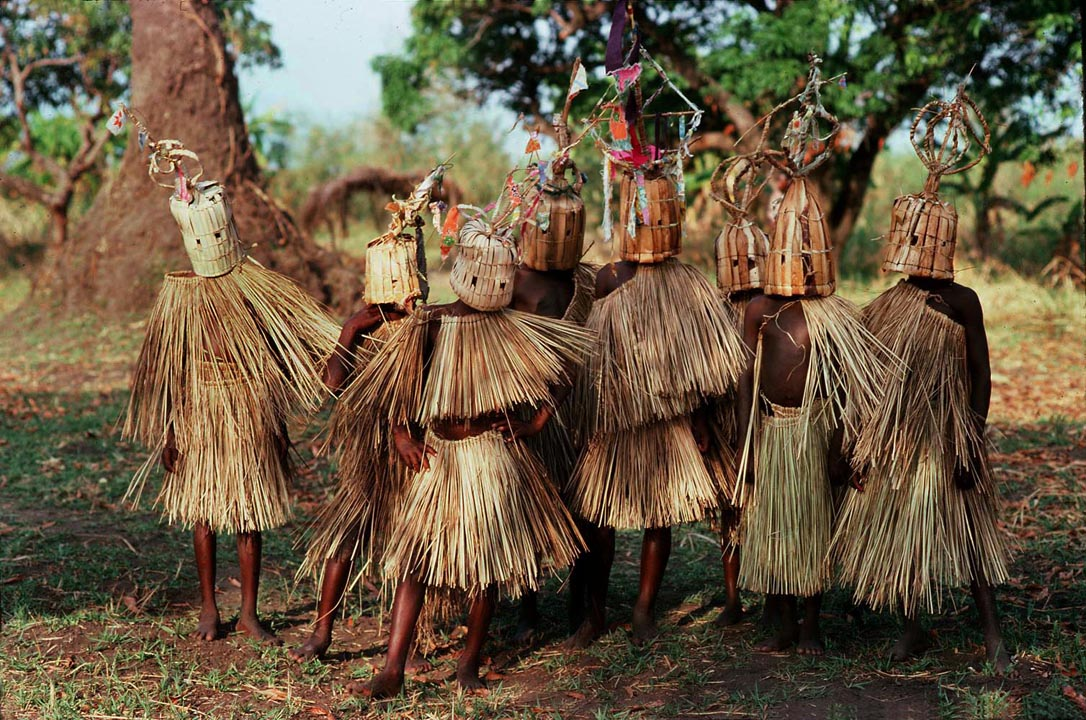
"Ritual de iniciação" de jovens no Malauí, um exemplo de prática cultural

A tentativa mais abrangente de desenvolver uma teoria geral da evolução social centrada no desenvolvimento de sistemas socioculturais, o trabalho de Talcott Parsons (1902-1979), operou em uma escala que incluía uma teoria da história mundial. Outra tentativa, em escala menos sistemática, partiu da década de 1970 com a abordagem dos sistemas-mundo de Immanuel Wallerstein (1930-2019) e seus seguidores. Abordagens mais recentes concentram-se em mudanças específicas de sociedades individuais e rejeitam a ideia de que as culturas diferem principalmente de acordo com o quanto cada uma avançou ao longo de uma suposta escala linear de progresso social. A maioria dos arqueólogos e antropólogos culturais modernos trabalham dentro das estruturas do neoevolucionismo e da sociobiologia e da teoria da modernização.
Muitas sociedades diferentes existiram no curso da história humana, com estimativas tão altas quanto um total de mais de um milhão de sociedades separadas; no entanto, a partir de 2013, o número de sociedades atuais e distintas foi estimado em apenas cerca de duzentas.
A partir das críticas levantadas pela antropologia científica de Franz Boas, Bronislaw Malinowski e Lévi-Strauss, abandonou-se a noção de evolucionismo cultural teleológico. Não necessariamente uma sociedade "progride", tampouco povos com tecnologias menos complexas são primitivos. Após extensivo trabalho de campo, a antropologia provou que cada cultura particular adapta-se aos seus ambientes naturais, tecnológicos, sociais e ideológicos, aumentando ou diminuindo sua complexidade conforme a melhor estratégia adaptativa. Uma sociedade complexa, como a dos romanos, foi substituída por outra mais simples, o feudalismo romano-germânico na Europa ocidental. Organizações de Estado, como os maias evoluíram para sociedades tribais não estatais.

## Introdução
Antropólogos e sociólogos geralmente assumem que os seres humanos têm tendências sociais naturais e que determinados comportamentos sociais humanos têm causas e dinâmicas não genéticas (ou seja, as pessoas os aprendem em um ambiente social e por meio da interação social). As sociedades existem em ambientes sociais complexos (ou seja, com recursos naturais e limitações) e adaptam -se a esses ambientes. É, portanto, inevitável que todas as sociedades mudem. Teorias específicas da evolução social ou cultural muitas vezes tentam explicar as diferenças entre sociedades coevas postulando que diferentes sociedades alcançaram diferentes estágios de desenvolvimento. Embora tais teorias normalmente forneçam modelos para entender a relação entre tecnologias, estrutura social ou os valores de uma sociedade, elas variam na medida em que descrevem mecanismos específicos de variação e mudança.

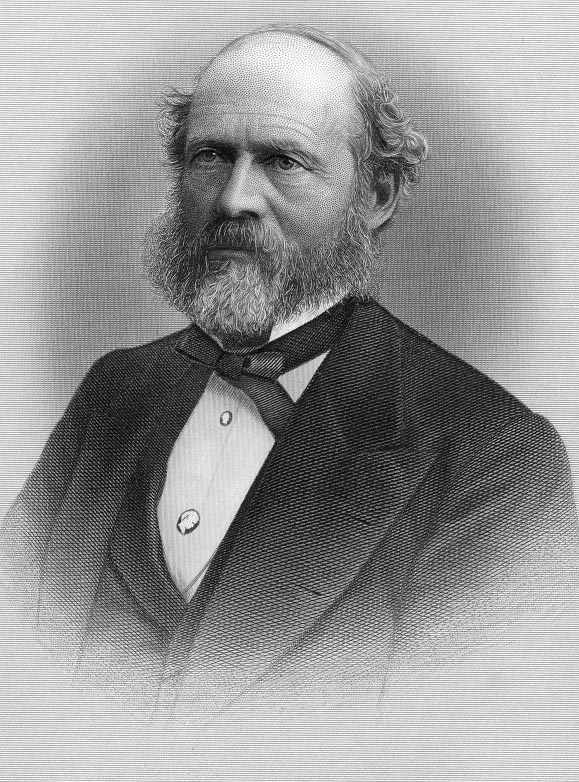
Lewis Henry Morgan, importante antropólogo do Século XIX

Embora a história do pensamento evolutivo em relação aos humanos possa ser rastreada pelo menos até Aristóteles e outros filósofos gregos, as primeiras teorias da evolução sociocultural – as ideias de Auguste Comte (1798–1857), Herbert Spencer (1820–1903) e Lewis Henry Morgan (1818–1881) – desenvolveu-se simultaneamente, mas independentemente das obras de Charles Darwin e foi popular desde o final do século XIX até o final da Primeira Guerra Mundial. Essas teorias de evolução unilinear do século XIX afirmavam que as sociedades começaram em um estado primitivo e gradualmente se tornaram mais civilizadas. Eles equiparavam a cultura e a tecnologia da civilização ocidental ao progresso. Algumas formas das primeiras teorias de evolução sociocultural (principalmente as unilineares) levaram a teorias muito criticadas como o darwinismo social e o racismo científico, às vezes usadas no passado pelas potências imperiais europeias para justificar as políticas existentes de colonialismo e escravidão e para justificar novas políticas como eugenia .
A maioria das abordagens do século XIX e algumas do século XX visavam fornecer modelos para a evolução da humanidade como uma entidade única. No entanto, a maioria das abordagens do século XX, como a evolução multilinear, focava em mudanças específicas de sociedades individuais. Além disso, eles rejeitaram a mudança direcional (ou seja, mudança ortogenética, teleológica ou progressiva). A maioria dos arqueólogos trabalha dentro da estrutura da evolução multilinear. Outras abordagens contemporâneas para a mudança social incluem o neoevolucionismo, a sociobiologia, a teoria da herança dupla, a teoria da modernização e a teoria pós-industrial. Em seu livro seminal de 1976, The Selfish Gene, Richard Dawkins escreveu que "há alguns exemplos de evolução cultural em pássaros e macacos, mas ... é nossa própria espécie que realmente mostra o que a evolução cultural pode fazer".

## Teoria Stadial

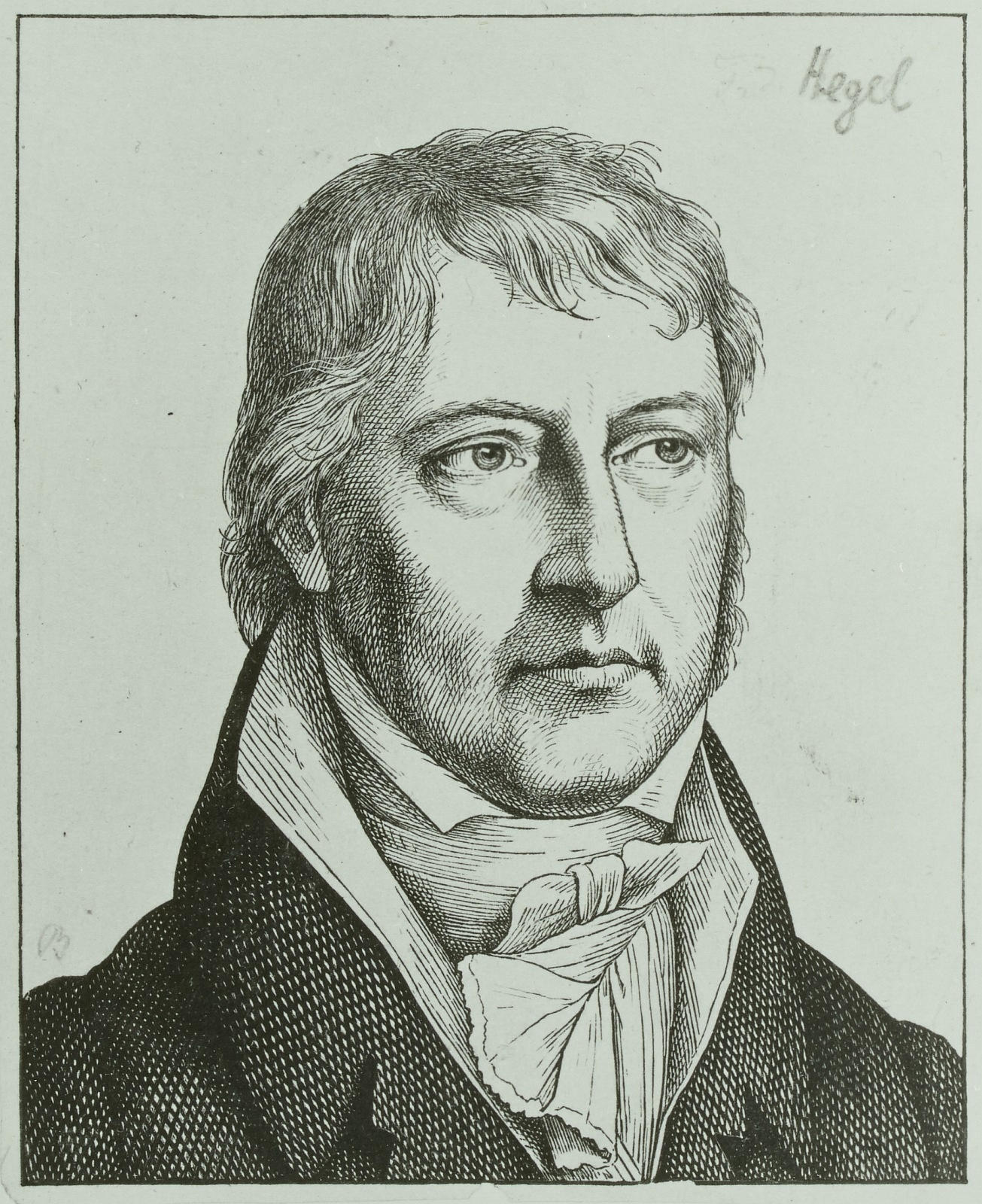
Hegel, importante historiador alemão

O Iluminismo e pensadores posteriores muitas vezes especularam que as sociedades progrediam por estágios: em outras palavras, eles viam a história como um estádio. Enquanto esperavam que a humanidade mostrasse um desenvolvimento crescente, os teóricos procuraram o que determinou o curso da história humana. Georg Wilhelm Friedrich Hegel (1770-1831), por exemplo, via o desenvolvimento social como um processo inevitável. Supunha-se que as sociedades começaram primitivas, talvez em estado de natureza, e poderiam progredir para algo parecido com a Europa industrial.
Enquanto autores anteriores, como Michel de Montaigne (1533-1592) discutiram como as sociedades mudam ao longo do tempo, o Iluminismo escocês do século XVIII provou ser fundamental no desenvolvimento da ideia de evolução sociocultural. Em relação à união da Escócia com a Inglaterra em 1707, vários pensadores escoceses ponderaram a relação entre o progresso e a riqueza provocada pelo aumento do comércio com a Inglaterra. Eles entenderam as mudanças que a Escócia estava passando como envolvendo a transição de uma sociedade agrícola para uma sociedade mercantil. Em "histórias conjecturais", autores como Adam Ferguson (1723-1816), John Millar (1735–1801) e Adam Smith (1723–1790) argumentaram que todas as sociedades passam por uma série de quatro estágios: caça e coleta, pastoreio e nomadismo, agricultura e, finalmente, um estágio de comércio. Conceitos filosóficos de progresso, como o de Hegel, também se desenvolveram durante esse período. Na França, autores como Claude Adrien Helvétius (1715-1771) e outros filósofos foram influenciados pela tradição escocesa. Pensadores posteriores como o conde de Saint-Simon (1760-1825) desenvolveram essas ideias. Auguste Comte (1798-1857), em particular, apresentou uma visão coerente do progresso social e uma nova disciplina para estudá-lo: a sociologia.
Esses desenvolvimentos ocorreram em um contexto de processos mais amplos. O primeiro processo foi o colonialismo. Embora as potências imperiais tenham resolvido a maioria das diferenças de opinião com seus súditos coloniais através da força, o aumento da conscientização sobre os povos não-ocidentais levantou novas questões para os estudiosos europeus sobre a natureza da sociedade e da cultura. Da mesma forma, uma administração colonial efica zexigia algum grau de compreensão de outras culturas. As teorias emergentes da evolução sociocultural permitiram que os europeus organizassem seus novos conhecimentos de uma maneira que refletisse e justificasse sua crescente dominação política e econômica sobre os outros: tais sistemas viam os colonizados como menos evoluídos e os colonizadores como mais evoluídos. A civilização moderna (entendida como a civilização ocidental) surgiu como resultado de um progresso constante de um estado de barbárie, e tal noção era comum a muitos pensadores do Iluminismo, incluindo Voltaire (1694-1778).
O segundo processo foi a Revolução Industrial e a ascensão do capitalismo, que juntos permitiram e promoveram revoluções contínuas nos meios de produção. As teorias emergentes da evolução sociocultural refletiam a crença de que as mudanças na Europa trazidas pela Revolução Industrial e pelo capitalismo eram melhorias. A industrialização, combinada com a intensa mudança política provocada pela Revolução Francesa de 1789 e pela Constituição dos Estados Unidos, que abriu caminho para o domínio da democracia, obrigou os pensadores europeus a reconsiderar alguns de seus pressupostos sobre como a sociedade estava organizada.
Eventualmente, no século XIX surgiram três grandes teorias clássicas de mudança social e histórica:
- evolucionismo sociocultural
- a teoria do ciclo social.
- a teoria marxista do materialismo histórico.

Essas teorias tinham um fator comum: todas concordavam que a história da humanidade segue um certo caminho fixo, muito provavelmente o do progresso social. Assim, cada evento passado não é apenas cronologicamente, mas causalmente ligado a eventos presentes e futuros. As teorias postulavam que, recriando a sequência desses eventos, a sociologia poderia descobrir as "leis" da história.

### O evolucionismo sociocultural e a ideia de progresso
Enquanto os evolucionistas socioculturais concordam que um processo semelhante à evolução leva ao progresso social, os evolucionistas sociais clássicos desenvolveram muitas teorias diferentes, conhecidas como teorias da evolução unilinear. O evolucionismo sociocultural tornou-se a teoria predominante da antropologia sociocultural inicial e do comentário social, e está associado a estudiosos como Auguste Comte, Edward Burnett Tylor, Lewis Henry Morgan, Benjamin Kidd, Leonard Trelawny Hobhouse e Herbert Spencer.
Tais modelos de estágios e ideias de modelos lineares de progresso tiveram uma grande influência não apenas em futuras abordagens evolucionárias nas ciências sociais e humanas, mas também moldou o discurso público, acadêmico e científico em torno do crescente individualismo e pensamento populacional. O evolucionismo sociocultural tentou formalizar o pensamento social em linhas científicas, com a influência adicional da teoria biológica da evolução. Se os organismos podiam se desenvolver ao longo do tempo de acordo com leis discerníveis e deterministas, então parecia razoável que as sociedades também pudessem. A sociedade humana foi comparada a um organismo biológico e as ciências sociais equivalentes de conceitos como variação, seleção natural e herança foram introduzidos como fatores que resultaram no progresso das sociedades. A ideia de progresso levou à ideia de “estágios” fixos através dos quais as sociedades humanas progridem, geralmente em número de três – selvageria, barbárie e civilização – mas às vezes muito mais. Naquela época, a antropologia estava surgindo como uma nova disciplina científica, separando-se das visões tradicionais das culturas "primitivas" que geralmente eram baseadas em visões religiosas.
Já no século XVIII, alguns autores começaram a teorizar sobre a evolução dos humanos. Montesquieu (1689-1755) escreveu sobre a relação que as leis têm com o clima em particular e com o meio ambiente em geral, especificamente como diferentes condições climáticas fazem com que certas características sejam comuns entre diferentes pessoas. Ele compara o desenvolvimento das leis, a presença ou ausência de liberdade civil, as diferenças de moralidade e todo o desenvolvimento de diferentes culturas ao clima do respectivo povo, concluindo que o ambiente determina se e como um povo cultiva a terra, que determina a forma como sua sociedade é construída e sua cultura é constituída, ou, nas palavras de Montesquieu, o “espírito geral de uma nação”.
Com o tempo, à medida que as sociedades evoluíram de simples para complexas, porém, os humanos passaram a ser cada vez menos governados pelo meio ambiente (pelo menos aqueles em climas temperados) e sua influência foi substituída por forças morais e legais. Também Jean-Jacques Rousseau (1712-1778) apresenta um modelo conjectural da evolução sociocultural humana: primeiro, os humanos viviam solitários e só se agrupavam quando acasalavam ou criavam filhos. Mais tarde, homens e mulheres viveram juntos e compartilharam o cuidado dos filhos, construindo assim famílias, seguidas de tribos como resultado de interações interfamiliares, que viveram na “época mais feliz e duradoura” da história humana, antes que a corrupção da sociedade civil degenerasse a espécie novamente em um processo de estágio de desenvolvimento. No final do século XVIII, o Marquês de Condorcet (1743-1794) listou dez etapas, ou "épocas", cada uma avançando os direitos do homem e aperfeiçoando a raça humana.
Erasmus Darwin (1731-1802), avô de Charles Darwin, foi um filósofo natural, fisiologista e poeta extremamente influente, cujas ideias notavelmente perspicazes incluíam uma declaração de transformismo e a interconexão de todas as formas de vida. Suas obras, que são enormemente abrangentes, também avançam uma teoria da transformação cultural: seu famoso O Templo da Natureza tem o subtítulo "A Origem da Sociedade". Este trabalho, em vez de propor em detalhes uma estrita transformação da humanidade entre diferentes estágios, se concentra no mecanismo evolutivo de Erasmus Darwin: Erasmus Darwin não explica cada estágio um a um, confiando em sua teoria do desenvolvimento orgânico universal, como articulados na Zoonomia, para ilustrar também o desenvolvimento cultural. Erasmus Darwin, portanto, progride com abandono por sua cronologia: Priestman observa que ela salta do surgimento da vida na terra, o desenvolvimento de polegares oponíveis e a origem da reprodução sexual diretamente para os eventos históricos modernos.
Outro teórico mais complexo foi Richard Payne Knight (1751-1824), um influente arqueólogo amador e teólogo universal. The Progress of Civil Society: A Didactic Poem in Six Books (1796), de Knight, se encaixa precisamente na tradição de estágios históricos triunfantes, começando com Lucrécio e chegando a Adam Smith – mas apenas para os primeiros quatro livros. Em seus livros finais, Knight então lida com a revolução francesa e a decadência rica. Confrontada com essas questões gêmeas, a teoria de Knight atribui o progresso ao conflito: "a discórdia parcial presta sua ajuda, para amarrar os nós complexos da harmonia geral". A competição no mecanismo de Knight estimula o desenvolvimento de um estágio para o outro: a dialética de classe, terra e gênero cria o crescimento. Assim, Knight conceituou uma teoria da história fundada no inevitável conflito racial, com a Grécia representando a 'liberdade' e o Egito o 'estupor frio e inativo'. Buffon, Lineu, Camper e Monboddo apresentam diversos argumentos sobre hierarquia racial, baseados em teorias iniciais de mudança de espécies – embora muitos pensassem que mudanças ambientais poderiam criar mudanças dramáticas na forma sem alterar permanentemente as espécies ou causar transformação de espécies. No entanto, seus argumentos ainda se baseiam na raça: Rousseau, Buffon e Monboddo citam os orangotangos como evidência de um tipo humano pré-linguístico anterior, e Monboddo até insistiu que os orangotangos e certas raças africanas e do sul da Ásia eram idênticas.
Além de Erasmus Darwin, o outro texto científico proeminente com uma teoria da transformação cultural foi proposto por Robert Chambers (1802-1871). Chambers foi um pensador evolucionista escocês e filósofo que, embora fosse então e agora percebido como cientificamente inadequado e criticado por contemporâneos proeminentes, é importante porque foi muito lido. Há registros de todos, desde a Rainha Vitória até trabalhadores portuários individuais desfrutando de seus Vestígios da História Natural da Criação (1844), de Robert Chambers, incluindo futuras gerações de cientistas.
Chambers propôs um 'princípio de desenvolvimento' pelo qual tudo evoluiu pelo mesmo mecanismo e em direção a uma estrutura ou significado de ordem superior. Em sua teoria, a vida avançava através de diferentes 'classes', e dentro de cada classe os animais começavam na forma mais baixa e depois avançavam para formas mais complexas na mesma classe. Em suma, o progresso dos animais era como o desenvolvimento de um feto. Mais do que uma analogia indistinta, esse paralelo entre a embriologia e o desenvolvimento das espécies tinha o status de um mecanismo causal genuíno na teoria de Chambers: espécies mais avançadas se desenvolveram por mais tempo como embriões em toda sua complexidade. Motivado por essa comparação, Chambers atribuiu o desenvolvimento às "leis da criação", embora também suponha que todo o desenvolvimento das espécies fosse de alguma forma preordenado: era apenas que a preordenação do criador atuava estabelecendo essas leis. Isso, como discutido acima, é semelhante ao conceito posterior de desenvolvimento de Spencer. Assim, Chambers acreditava em uma sofisticada teoria do progresso impulsionada por uma analogia do desenvolvimento.
Em meados do século XIX, ocorreu uma “revolução nas ideias sobre a antiguidade da espécie humana” “que era paralela, mas até certo ponto independente, da revolução darwiniana na biologia”. Especialmente em geologia, arqueologia e antropologia, os estudiosos começaram a comparar culturas “primitivas” com sociedades passadas e “viram seu nível de tecnologia como paralelo ao das culturas da Idade da Pedra e, assim, usaram esses povos como modelos para os estágios iniciais da evolução humana”. Um modelo de desenvolvimento da evolução da mente, cultura e sociedade foi o resultado, paralelo à evolução da espécie humana: “Selvagens modernos [sic] tornaram-se, com efeito, fósseis vivos deixados para trás pela marcha do progresso, relíquias do Paleolítico ainda perduram no presente.” O evolucionismo social clássico está mais intimamente associado aos escritos do século XIX de Auguste Comte e de Herbert Spencer (cunhador da frase " sobrevivência do mais apto ").
De muitas maneiras, a teoria da " evolução cósmica " de Spencer tem muito mais em comum com as obras de Jean-Baptiste Lamarck e Auguste Comte do que com obras contemporâneas de Charles Darwin. Spencer também desenvolveu e publicou suas teorias vários anos antes de Darwin. No que diz respeito às instituições sociais, no entanto, há um bom argumento de que os escritos de Spencer podem ser classificados como evolucionismo social. Embora tenha escrito que as sociedades progrediram ao longo do tempo – e que o progresso foi alcançado através da competição – ele enfatizou que o indivíduo, e não a coletividade, é a unidade de análise que evolui; que, em outras palavras, a evolução ocorre por meio da seleção natural e que afeta tanto o fenômeno social quanto o biológico. No entanto, a publicação das obras de Darwin provou ser uma benção para os proponentes da evolução sociocultural, que viam as ideias de evolução biológica como uma explicação atraente para muitas questões sobre o desenvolvimento da sociedade.
Tanto Spencer quanto Comte veem a sociedade como um tipo de organismo sujeito ao processo de crescimento – da simplicidade à complexidade, do caos à ordem, da generalização à especialização, da flexibilidade à organização. Eles concordam que o processo de crescimento social pode ser dividido em certas etapas, tem seu início e fim eventual, e que esse crescimento é de fato progresso social: cada sociedade mais nova e mais evoluída é "melhor". Assim, o progressismo tornou-se uma das ideias básicas subjacentes à teoria do evolucionismo sociocultural.
No entanto, as teorias de Spencer eram mais complexas do que apenas uma brincadeira na grande cadeia do ser. Spencer baseou seus argumentos em uma analogia entre a evolução das sociedades e a ontogenia de um animal. Assim, ele buscou “princípios gerais de desenvolvimento e estrutura” ou “princípios fundamentais de organização”, em vez de se contentar simplesmente em atribuir o progresso entre os estágios sociais à intervenção direta de alguma divindade benéfica. Além disso, ele aceitou que essas condições são “muito menos específicas, muito mais modificáveis, muito mais dependentes de condições que são variáveis”: em suma, que são um processo biológico confuso.
Embora as teorias de Herbert Spencer transcendam o rótulo de 'estagismo' e apreciem a complexidade biológica, elas ainda aceitavam uma direção e uma moralidade fortemente fixadas para o desenvolvimento natural. Para Spencer, a interferência no processo natural de evolução era perigosa e tinha que ser evitada a todo custo. Tais visões estavam naturalmente acopladas às questões políticas e econômicas prementes da época. Spencer claramente achava que a evolução da sociedade trouxe uma hierarquia racial com caucasianos no topo e africanos na base. Essa noção está profundamente ligada aos projetos coloniais que as potências europeias perseguiam na época, e a ideia de superioridade europeia usada paternalisticamente para justificar esses projetos. O influente zoólogo alemão Ernst Haeckel chegou a escrever que "os homens naturais estão mais próximos dos vertebrados superiores do que os europeus altamente civilizados", incluindo não apenas uma hierarquia racial, mas também civilizacional. Da mesma forma, o argumento evolucionário de Spencer avançou uma teoria do estado: “até que um desejo público seja atendido espontaneamente não deve ser atendido de forma alguma” resume a noção de Spencer sobre governo limitado e a livre operação das forças de mercado.
Isso não quer dizer que o estagismo fosse inútil ou inteiramente motivado pelo colonialismo e pelo racismo. As teorias estagistas foram propostas pela primeira vez em contextos onde epistemologias concorrentes eram em grande parte visões estáticas do mundo. Portanto, o “progresso” tinha, em certo sentido, que ser inventado, conceitualmente: a ideia de que a sociedade humana passaria por estágios era uma invenção triunfante. Além disso, os estágios nem sempre eram entidades estáticas. Nas teorias de Buffon, por exemplo, era possível regredir entre os estágios, e as mudanças fisiológicas eram a adaptação reversível das espécies ao ambiente, em vez de uma transformação irreversível.
Além do progressismo, as análises econômicas influenciaram o evolucionismo social clássico. Adam Smith (1723-1790), que mantinha uma visão profundamente evolucionária da sociedade humana, identificou o crescimento da liberdade como a força motriz em um processo de desenvolvimento social estadial. Segundo ele, todas as sociedades passam sucessivamente por quatro estágios: os primeiros humanos viveram como caçadores-coletores, seguidos pelos pastores e nômades, após os quais a sociedade evoluiu para os agricultores e, finalmente, atingiu o estágio do comércio.
Com a forte ênfase na especialização e o aumento dos lucros decorrentes da divisão do trabalho, o pensamento de Smith também exerceu alguma influência direta sobre o próprio Darwin. Tanto na teoria da evolução das espécies de Darwin quanto nas explicações de economia política de Smith, a competição entre unidades de funcionamento egoísta desempenha um papel importante e até dominante. Da mesma forma ocupado com preocupações econômicas como Smith, Thomas R. Malthus (1766-1834) advertiu que, dada a força do desejo sexual inerente a todos os animais, Malthus argumentou, as populações tendem a crescer geometricamente, e o crescimento populacional só é verificado por as limitações do crescimento econômico, que, se houvesse crescimento, seria rapidamente superado pelo crescimento populacional, causando fome, pobreza e miséria. Longe de ser conseqüência de estruturas econômicas ou ordens sociais, essa "luta pela existência" é uma lei natural inevitável, assim Malthus.
Auguste Comte, conhecido como "o pai da sociologia", formulou a lei de três estágios : o desenvolvimento humano progride desde o estágio teológico, em que a natureza foi concebida miticamente e o homem buscava a explicação dos fenômenos naturais a partir de seres sobrenaturais; através de um estágio metafísico em que a natureza era concebida como resultado de forças obscuras e o homem buscava a explicação dos fenômenos naturais a partir delas; até o estágio positivo final em que todas as forças abstratas e obscuras são descartadas e os fenômenos naturais são explicados por sua constante relação. Esse progresso é forçado pelo desenvolvimento da mente humana e pela crescente aplicação do pensamento, raciocínio e lógica à compreensão do mundo. Comte via a sociedade que valoriza a ciência como o tipo mais elevado e mais desenvolvido de organização humana.
Herbert Spencer, que argumentou contra a intervenção do governo, pois acreditava que a sociedade deveria evoluir para mais liberdade individual, seguiu Lamarck em seu pensamento evolutivo, em que acreditava que os humanos ao longo do tempo se adaptam ao ambiente. Diferenciou duas fases de desenvolvimento no que diz respeito à regulação interna das sociedades: as sociedades "militares" e "industriais". A sociedade militar anterior (e mais primitiva) tem o objetivo de conquista e defesa, é centralizada, economicamente auto-suficiente, coletivista, coloca o bem de um grupo sobre o bem de um indivíduo, usa compulsão, força e repressão, e recompensa a lealdade, a obediência e a disciplina. A sociedade industrial, ao contrário, tem como objetivo a produção e o comércio, é descentralizada, interconectada com outras sociedades por meio de relações econômicas, funciona por meio da cooperação voluntária e do autocontrole individual, trata o bem do indivíduo como o mais alto valor, regula a vida social por meio de relações voluntárias; e valoriza a iniciativa, independência e inovação. O processo de transição da sociedade militar para a industrial é o resultado de processos evolutivos constantes dentro da sociedade. Spencer "imaginou uma espécie de ciclo de retroalimentação entre a evolução mental e social: quanto maiores os poderes mentais, maior a complexidade da sociedade que os indivíduos poderiam criar; quanto mais complexa a sociedade, maior o estímulo fornecido para o desenvolvimento mental. Tudo coeso para tornar o progresso inevitável ou para eliminar aqueles que não o acompanharam”.
Independentemente de como os estudiosos de Spencer interpretam sua relação com Darwin, H. Spencer se tornou uma figura incrivelmente popular na década de 1870, particularmente nos Estados Unidos . Autores como Edward L. Youmans, William Graham Sumner, John Fiske, John W. Burgess, Lester Frank Ward, Lewis H. Morgan (1818-1881) e outros pensadores da era dourada desenvolveram teorias do evolucionismo social como resultado de sua exposição a Spencer, bem como a Darwin.
Em seu clássico Sociedades Antigas, de 1877, Lewis H. Morgan, antropólogo cujas ideias tiveram muito impacto na sociologia, diferenciou três épocas: selvageria, barbárie e civilização, que se dividem por invenções tecnológicas, como fogo, arco, cerâmica na era selvagem, domesticação de animais, agricultura, metalurgia na era bárbara e alfabeto e escrita na era da civilização. Assim Morgan traçou uma ligação entre o progresso social e o progresso tecnológico. Morgan via o progresso tecnológico como uma força por trás do progresso social e sustentava que qualquer mudança social – em instituições sociais, organizações ou ideologias – tem seu início na mudança tecnológica. As teorias de Morgan foram popularizadas por Friedrich Engels, que nelas baseou sua famosa obra A Origem da Família, da Propriedade Privada e do Estado. Para Engels e outros marxistas essa teoria era importante, pois sustentava sua convicção de que fatores materialistas – econômicos e tecnológicos – são decisivos para moldar o destino da humanidade.
Edward Burnett Tylor (1832-1917), pioneiro da antropologia, focou na evolução da cultura em todo o mundo, observando que a cultura é uma parte importante de toda sociedade e que também está sujeita a um processo de evolução. Ele acreditava que as sociedades estavam em diferentes estágios de desenvolvimento cultural e que o objetivo da antropologia era reconstruir a evolução da cultura, desde os primórdios até o estado moderno.
Os antropólogos Sir E.B. Tylor na Inglaterra e Lewis Henry Morgan nos Estados Unidos trabalharam com dados de povos indígenas, que (eles alegaram) representavam estágios anteriores da evolução cultural que deram uma visão do processo e progressão da evolução da cultura. Morgan mais tarde têm uma influência significativa sobre Karl Marx e Friedrich Engels, que desenvolveram uma teoria da evolução sociocultural na qual as contradições internas da sociedade geraram uma série de estágios crescentes que terminaram em uma sociedade socialista. Tylor e Morgan elaboraram a teoria da evolução unilinear, especificando critérios para categorizar as culturas de acordo com sua posição dentro de um sistema fixo de crescimento da humanidade como um todo e examinando os modos e mecanismos desse crescimento. A preocupação deles era muitas vezes com a cultura em geral, não com as culturas individuais.
Sua análise de dados transculturais foi baseada em três suposições:
1. sociedades contemporâneas podem ser classificadas e classificadas como mais "primitivas" ou mais "civilizadas"
2. há um número determinado de estágios entre "primitivo" e "civilizado" (por exemplo, bando, tribo, chefia e estado)
3. todas as sociedades progridem por esses estágios na mesma sequência, mas em ritmos diferentes.

Os teóricos geralmente mediam a progressão (isto é, a diferença entre um estágio e o próximo) em termos de complexidade social crescente (incluindo diferenciação de classe e uma divisão complexa do trabalho), ou um aumento na sofisticação intelectual, teológica e estética. Esses etnólogos do século XIX usaram esses princípios principalmente para explicar as diferenças nas crenças religiosas e terminologias de parentesco entre várias sociedades.
Lester Frank Ward (1841–1913), às vezes referido como o "pai" da sociologia americana, rejeitou muitas das teorias de Spencer sobre a evolução das sociedades. Ward, que também era botânico e paleontólogo, acreditava que a lei da evolução funcionava de maneira muito diferente nas sociedades humanas do que nos reinos vegetal e animal, e teorizou que a "lei da natureza" havia sido substituída pela "lei da mente". Ele enfatizou que os humanos, movidos por emoções, criam objetivos para si mesmos e se esforçam para realizá-los (mais efetivamente com o método científico moderno), enquanto não há tal inteligência e consciência guiando o mundo não humano. Plantas e animais se adaptam à natureza; o homem molda a natureza. Enquanto Spencer acreditava que a competição e a "sobrevivência do mais apto" beneficiavam a sociedade humana e a evolução sociocultural, Ward considerava a competição como uma força destrutiva, apontando que todas as instituições, tradições e leis humanas eram ferramentas inventadas pela mente do homem e que essa mente projetava como todas as ferramentas, para "enfrentar e dar xeque-mate" à competição desenfreada das forças naturais. Ward concordou com Spencer que governos autoritários reprimem os talentos do indivíduo, mas ele acreditava que as sociedades democráticas modernas, que minimizavam o papel da religião e maximizavam o da ciência, poderiam efetivamente apoiar o indivíduo em sua tentativa de utilizar plenamente seus talentos e alcançar a felicidade. Ele acreditava que os processos evolutivos têm quatro estágios:
- Primeiro vem a cosmogênese, criação e evolução do mundo.
- Então, quando surge a vida, há biogênese.
- O desenvolvimento da humanidade leva à antropogênese, que é influenciada pela mente humana.
- Finalmente chega a sociogênese, que é a ciência de moldar o próprio processo evolutivo para otimizar o progresso, a felicidade humana e a auto-realização individual.[20]

Enquanto Ward considerava as sociedades modernas superiores às sociedades "primitivas" (basta olhar para o impacto da ciência médica na saúde e na expectativa de vida), ele rejeitou as teorias da supremacia branca; ele apoiou a teoria da evolução humana fora da África e acreditava que todas as raças e classes sociais eram iguais em talento. No entanto, Ward não achava que o progresso evolutivo fosse inevitável e temia a degeneração das sociedades e culturas, o que ele via como muito evidente no registro histórico. Ward também não era a favor da reformulação radical da sociedade proposta pelos partidários do movimento eugênico ou pelos seguidores de Karl Marx; como Comte, Ward acreditava que a sociologia era a mais complexa das ciências e que a verdadeira sociogênese era impossível sem considerável pesquisa e experimentação.
Émile Durkheim, outro dos "pais" da sociologia, desenvolveu uma visão dicotômica do progresso social. O seu conceito-chave era a solidariedade social, pois ele definiu a evolução social em termos de progredir da solidariedade mecânica para a solidariedade orgânica. Na solidariedade mecânica, as pessoas são autossuficientes, há pouca integração e, portanto, há necessidade do uso da força e da repressão para manter a sociedade unida. Na solidariedade orgânica, as pessoas são muito mais integradas e interdependentes e a especialização e a cooperação são extensas. O progresso da solidariedade mecânica para a solidariedade orgânica baseia-se, em primeiro lugar, no crescimento populacional e no aumento da densidade populacional, em segundo lugar no aumento da "densidade moral" (desenvolvimento de interações sociais mais complexas) e, em terceiro lugar, na crescente especialização no local de trabalho. Para Durkheim, o fator mais importante no progresso social é a divisão do trabalho. Este foi usado mais tarde em meados da década de 1900 pelo economista Ester Boserup (1910-1999) para tentar descontar alguns aspectos da teoria malthusiana.
Ferdinand Tönnies (1855-1936) descreve a evolução como o desenvolvimento da sociedade informal, onde as pessoas têm muitas liberdades e há poucas leis e obrigações, para a sociedade racional moderna e formal, dominada por tradições e leis, onde as pessoas são impedidas de agir como deveriam. desejar. Ele também observa que há uma tendência à padronização e unificação, quando todas as sociedades menores são absorvidas em uma única, grande e moderna sociedade. Assim, pode-se dizer que Tönnies descreve parte do processo conhecido hoje como globalização. Tönnies também foi um dos primeiros sociólogos a afirmar que a evolução da sociedade não está necessariamente indo na direção certa, que o progresso social não é perfeito, e pode até ser chamado de regressão, pois as sociedades mais novas e mais evoluídas são obtidas somente após pagando um alto custo, resultando na diminuição da satisfação dos indivíduos que compõem aquela sociedade. O trabalho de Tönnies tornou-se a base do neoevolucionismo.
Embora Max Weber geralmente não seja contado como um evolucionista sociocultural, sua teoria da classificação tripartida da autoridade pode ser vista como uma teoria evolutiva também. Weber distingue três tipos ideais de liderança política, dominação e autoridade :
1. dominação carismática
2. dominação tradicional (patriarcas, patrimonialismo, feudalismo)
3. dominação legal (racional) (lei e estado modernos, burocracia)

Weber também observa que a dominação legal é a mais avançada, e que as sociedades evoluem de autoridades majoritariamente tradicionais e carismáticas para autoridades majoritariamente racionais e legais.

### Crítica e impacto nas teorias modernas
O início do século XX inaugurou um período de exame crítico sistemático e rejeição das generalizações abrangentes das teorias unilineares da evolução sociocultural. Antropólogos culturais como Franz Boas (1858-1942), juntamente com seus alunos, incluindo Ruth Benedict e Margaret Mead, são considerados como os líderes da rejeição da antropologia ao evolucionismo social clássico.
No entanto, a escola de Boas ignora parte da complexidade das teorias evolucionárias que surgiram fora da influência de Herbert Spencer. A Origem das Espécies, de Darwin, deu um relato mecanicista das origens e do desenvolvimento dos animais, bem à parte das teorias de Spencer que enfatizavam o inevitável desenvolvimento humano por meio de estágios. Consequentemente, muitos estudiosos desenvolveram entendimentos mais sofisticados de como as culturas evoluem, contando com profundas analogias culturais, do que as teorias da tradição de Herbert Spencer. Walter Bagehot (1872) aplicou seleção e herança ao desenvolvimento de instituições políticas humanas. Samuel Alexander (1892) discute a seleção natural dos princípios morais na sociedade. William James (1880) considerou a 'seleção natural' de ideias na aprendizagem e no desenvolvimento científico. De fato, ele identificou um 'paralelo notável […] entre os fatos da evolução social, por um lado, e da evolução zoológica, conforme exposto por Darwin. Charles Sanders Pierce (1898) chegou a propor que as leis atuais da natureza que temos existem porque evoluíram ao longo do tempo. O próprio Darwin, no capítulo 5 de The Descent of Man, propôs que os sentimentos morais humanos estavam sujeitos à seleção de grupo: "Uma tribo que inclui muitos membros que, por possuírem em alto grau o espírito de patriotismo, fidelidade, obediência, coragem e simpatia, estavam sempre prontos para ajudar uns aos outros e se sacrificar pelo bem comum, seriam vitoriosos sobre a maioria das outras tribos; e isso seria a seleção natural”. Por meio do mecanismo de imitação, tanto as culturas quanto os indivíduos podem estar sujeitos à seleção natural.
Enquanto essas teorias envolviam a evolução aplicada a questões sociais, exceto para a seleção de grupo de Darwin, as teorias revisadas acima não avançaram uma compreensão precisa de como o mecanismo de Darwin se estendeu e se aplicou a culturas além de um vago apelo à competição. Em "Darwinism and Politics" (1889), de Ritchie, quebra essa tendência, sustentando que “a linguagem e as instituições sociais tornam possível transmitir a experiência independentemente da continuidade da raça”. Assim, Ritchie viu a evolução cultural como um processo que poderia operar independentemente e em diferentes escalas da evolução das espécies, e deu-lhe fundamentos precisos: ele estava 'ampliando seu alcance', em suas próprias palavras, para ideias, culturas e instituições.
Thorstein Veblen, na mesma época, chegou a uma percepção semelhante: que os humanos evoluem para seu ambiente social, mas seu ambiente social, por sua vez, também evolui. O mecanismo de Veblen para o progresso humano foi a evolução da intencionalidade humana: Veblen rotulou os homens de 'uma criatura de hábitos' e pensou que os hábitos eram 'mentalmente digeridos' daqueles que o influenciaram. Em suma, como Hodgson e Knudsen apontam, Veblen pensa: "as instituições em mudança, por sua vez, fazem uma seleção adicional de indivíduos dotados do temperamento mais apto e uma adaptação adicional do temperamento e hábitos individuais ao ambiente em mudança através da formação de novas instituições”. Assim, Veblen representou uma extensão das teorias de Ritchie, onde a evolução opera em vários níveis, para uma apreciação sofisticada de como cada nível interage com o outro.
Apesar dessa complexidade, Boas e Benedict usaram etnografia sofisticada e métodos empíricos mais rigorosos para argumentar que as teorias de Spencer, Tylor e Morgan eram dados etnográficos especulativos e sistematicamente deturpados. As teorias sobre "estágios" de evolução foram especialmente criticadas como ilusões. Além disso, eles rejeitaram a distinção entre "primitivos" e "civilizados" (ou "modernos"), apontando que as sociedades ditas primitivas contemporâneas têm tanta história e foram tão evoluídas quanto as chamadas sociedades civilizadas. Portanto, argumentaram que qualquer tentativa de usar essa teoria para reconstruir as histórias de povos não alfabetizados (ou seja, não deixando documentos históricos) é inteiramente especulativa e não científica.
Observaram que a progressão postulada, que tipicamente terminava com um estágio de civilização idêntico ao da Europa moderna, é etnocêntrica. Eles também apontaram que a teoria assume que as sociedades são claramente delimitadas e distintas, quando de fato os traços e formas culturais muitas vezes cruzam as fronteiras sociais e se difundem entre muitas sociedades diferentes (e são, portanto, um importante mecanismo de mudança). Franz Boas, em sua abordagem da história da cultura, concentrou-se no trabalho de campo antropológico na tentativa de identificar processos factuais em vez do que ele criticou como estágios especulativos de crescimento. Sua abordagem influenciou muito a antropologia americana na primeira metade do século XX e marcou um recuo da generalização de alto nível e da "construção de sistemas".
Críticos posteriores observaram que a suposição de sociedades firmemente delimitadas foi proposta precisamente na época em que as potências europeias colonizavam sociedades não ocidentais e, portanto, era egoísta. Muitos antropólogos e teóricos sociais agora consideram a evolução cultural e social unilinear um mito ocidental raramente baseado em bases empíricas sólidas. Os teóricos críticos argumentam que as noções de evolução social são simplesmente justificativas para o poder das elites da sociedade. Finalmente, as devastadoras Guerras Mundiais que ocorreram entre 1914 e 1945 prejudicaram a autoconfiança da Europa. Depois de milhões de mortes, genocídio e destruição da infraestrutura industrial da Europa, a ideia de progresso parecia, na melhor das hipóteses, duvidosa.
Assim, o evolucionismo sociocultural moderno rejeita a maior parte do evolucionismo social clássico devido a vários problemas teóricos:
1. A teoria era profundamente etnocêntrica — faz julgamentos de valor pesados sobre diferentes sociedades, sendo a civilização ocidental vista como a mais valiosa.
2. Ele assumiu que todas as culturas seguem o mesmo caminho ou progressão e têm os mesmos objetivos.
3. Ele equiparou a civilização com a cultura material (tecnologia, cidades, etc.) [20][27]

Como a evolução social foi postulada como uma teoria científica, foi frequentemente usada para apoiar práticas sociais injustas e muitas vezes racistas – particularmente o colonialismo, a escravidão e as condições econômicas desiguais presentes na Europa industrializada. O darwinismo social é especialmente criticado, pois supostamente levou a algumas filosofias usadas pelos nazistas.

### Max Weber, desencanto e teoria crítica
As principais obras de Weber em sociologia econômica e sociologia da religião tratavam da racionalização, secularização e o chamado “ desencantamento ” que ele associava à ascensão do capitalismo e da modernidade. Na sociologia, a racionalização é o processo pelo qual um número crescente de ações sociais se baseia em considerações de eficiência ou cálculo teleológico, em vez de motivações derivadas da moralidade, emoção, costume ou tradição. Em vez de se referir ao que é genuinamente "racional" ou "lógico", a racionalização se refere a uma busca incansável por objetivos que podem realmente funcionar em detrimento de uma sociedade. A racionalização é um aspecto ambivalente da modernidade, manifestado especialmente na sociedade ocidental – como um comportamento do mercado capitalista, da administração racional do Estado e da burocracia, da extensão da ciência moderna e da expansão da tecnologia moderna.
O pensamento de Weber sobre as tendências racionalizantes e secularizantes da sociedade ocidental moderna (às vezes descrita como a "Tese Weber") se misturaria com o marxismo para facilitar a teoria crítica, particularmente na obra de pensadores como Jürgen Habermas (nascido em 1929). Os teóricos críticos, como antipositivistas, são críticos da ideia de uma hierarquia das ciências ou sociedades, particularmente no que diz respeito ao positivismo sociológico originalmente estabelecido por Comte. Jürgen Habermas criticou o conceito de racionalidade instrumental pura no sentido de que o pensamento científico se torna algo semelhante à própria ideologia. Para teóricos como Zygmunt Bauman (1925-2017), a racionalização como manifestação da modernidade pode estar mais próxima e lamentavelmente associada aos eventos do Holocausto.

## Teorias Modernas
Quando a crítica do evolucionismo social clássico tornou-se amplamente aceita, as abordagens antropológicas e sociológicas modernas mudaram, respectivamente. As teorias modernas têm o cuidado de evitar especulações, comparações ou julgamentos de valor sem fontes e etnocêntricas; mais ou menos considerando as sociedades individuais como existindo dentro de seus próprios contextos históricos. Essas condições forneceram o contexto para novas teorias, como o relativismo cultural e a evolução multilinear.
Nas décadas de 1920 e 1930, Gordon Childe revolucionou o estudo do evolucionismo cultural. Ele conduziu um relato abrangente da pré-história que forneceu aos estudiosos evidências da transmissão cultural africana e asiática para a Europa. Ele combateu o racismo científico encontrando as ferramentas e artefatos dos povos indígenas da África e da Ásia e mostrou como eles influenciaram a tecnologia da cultura europeia. Evidências de suas escavações contrariavam a ideia de supremacia e superioridade ariana. Adotando “o conceito básico de cultura arqueológica de Kosinna e sua identificação de tais culturas como os restos de povos pré-históricos” e combinando-o com as cronologias detalhadas da pré-história europeia desenvolvidas por Gustaf Oscar Montelius, Childe explicou a evolução cultural por sua teoria de divergência com modificações de convergência. Ele postulou que culturas diferentes formam métodos separados que atendem a necessidades diferentes, mas quando duas culturas estão em contato elas desenvolvem adaptações semelhantes, resolvendo problemas semelhantes. Rejeitando a teoria da evolução cultural paralela de Spencer, Childe descobriu que as interações entre culturas contribuíam para a convergência de aspectos semelhantes atribuídos mais frequentemente a uma cultura. Childe colocou ênfase na cultura humana como uma construção social em vez de produtos de contextos ambientais ou tecnológicos. Childe cunhou os termos "Revolução Neolítica" e "Revolução Urbana "
Em 1941, o antropólogo Robert Redfield escreveu sobre uma mudança da 'sociedade popular' para a 'sociedade urbana'. Na década de 1940, antropólogos culturais como Leslie White e Julian Steward procuraram reviver um modelo evolutivo com base mais científica e conseguiu estabelecer uma abordagem conhecida como neoevolucionismo. White rejeitou a oposição entre sociedades "primitivas" e "modernas", mas argumentou que as sociedades poderiam ser distinguidas com base na quantidade de energia que aproveitavam, e que o aumento da energia permitia uma maior diferenciação social (a lei de White). Steward, por outro lado, rejeitou a noção de progresso do século XIX e, em vez disso, chamou a atenção para a noção darwiniana de "adaptação", argumentando que todas as sociedades tinham que se adaptar ao seu ambiente de alguma forma.
Os antropólogos Marshall Sahlins e Elman Service prepararam um volume editado, Evolution and Culture, no qual tentaram sintetizar as abordagens de White e Steward. Outros antropólogos, desenvolvendo ou respondendo ao trabalho de White e Steward, desenvolveram teorias de ecologia cultural e antropologia ecológica. Os exemplos mais proeminentes são Peter Vayda e Roy Rappaport. No final da década de 1950, estudantes de Steward, como Eric Wolf e Sidney Mintz, se afastaram da ecologia cultural para o marxismo, a teoria dos sistemas mundiais, a teoria da dependência de Marvin Harris e do materialismo cultural.
Hoje, a maioria dos antropólogos rejeita as noções de progresso do século XIX e os três pressupostos da evolução unilinear. Seguindo Steward, eles levam a sério a relação entre uma cultura e seu ambiente para explicar os diferentes aspectos de uma cultura. Mas a maioria dos antropólogos culturais modernos adotou uma abordagem sistêmica geral, examinando as culturas como sistemas emergentes e argumentando que se deve considerar todo o ambiente social, que inclui as relações políticas e econômicas entre as culturas. Como resultado de noções simplistas de "evolução progressiva", teorias de evolução cultural mais modernas e complexas (como a Teoria da Herança Dupla, discutidas a seguir) recebem pouca atenção nas ciências sociais, tendo dado lugar, em alguns casos, a uma série de abordagens mais humanistas. Alguns rejeitam a totalidade do pensamento evolutivo e, em vez disso, olham para contingências históricas, contatos com outras culturas e a operação de sistemas de símbolos culturais. Na área de estudos de desenvolvimento, autores como Amartya Sen desenvolveram uma compreensão de 'desenvolvimento' e 'florescimento humano' que também questiona noções mais simplistas de progresso, mantendo muito de sua inspiração original.

### Neoevolucionismo
O neoevolucionismo foi o primeiro de uma série de teorias modernas de evolução multilinear. Surgiu na década de 1930 e desenvolveu-se extensivamente no período que se seguiu à Segunda Guerra Mundial e foi incorporado tanto à antropologia quanto à sociologia na década de 1960. Baseia suas teorias em evidências empíricas das áreas de arqueologia, paleontologia e historiografia e tenta eliminar quaisquer referências a sistemas de valores, sejam eles morais ou culturais, tentando permanecer objetivos e simplesmente descritivos. Enquanto o evolucionismo do século XIX explicava como a cultura se desenvolve dando princípios gerais de seu processo evolutivo, foi descartado pelos particularistas históricos como não científico no início do século XX. Foram os pensadores neo-evolucionários que trouxeram de volta o pensamento evolucionário e o desenvolveram para ser aceitável para a antropologia contemporânea.
O neo-evolucionismo descarta muitas ideias do evolucionismo social clássico, ou seja, a do progresso social, tão dominante nas teorias anteriores relacionadas à evolução da sociologia. Em seguida, o neoevolucionismo descarta o argumento do determinismo e introduz a probabilidade, argumentando que os acidentes e o livre arbítrio afetam muito o processo de evolução social. Também apóia a história contrafactual — perguntando "e se" e considerando diferentes caminhos possíveis que a evolução social pode tomar ou poderia ter tomado, e assim permite o fato de que várias culturas podem se desenvolver de maneiras diferentes, algumas pulando etapas inteiras, outras têm passou através. O neo-evolucionismo enfatiza a importância da evidência empírica. Enquanto o evolucionismo do século XIX usava juízos de valor e suposições para interpretar os dados, o neoevolucionismo se baseia em informações mensuráveis para analisar o processo de evolução sociocultural.
Leslie White, autora de The Evolution of Culture: The Development of Civilization to the Fall of Rome (1959), tentou criar uma teoria explicando toda a história da humanidade. O fator mais importante em sua teoria é a tecnologia. Os sistemas sociais são determinados por sistemas tecnológicos, escreveu White em seu livro, ecoando a teoria anterior de Lewis Henry Morgan. Ele propõe o consumo de energia de uma sociedade como medida de seu avanço. Ele diferencia entre cinco estágios do desenvolvimento humano. No primeiro, as pessoas usam a energia de seus próprios músculos. No segundo, eles usam a energia dos animais domesticados. No terceiro, eles usam a energia das plantas (então White se refere à revolução agrícola aqui). Na quarta, aprendem a usar a energia dos recursos naturais: carvão, petróleo e gás. No quinto, eles aproveitam a energia nuclear. White introduziu uma fórmula, P=E·T, onde E é uma medida de energia consumida e T é a medida de eficiência de fatores técnicos que utilizam a energia. Esta teoria é semelhante à teoria posterior do astrônomo russo Nikolai Kardashev da escala de Kardashev.
Julian Steward, autor de Theory of Culture Change: The Methodology of Multilinear Evolution (1955, reimpresso em 1979), criou a teoria da evolução "multilinear" que examinou a maneira pela qual as sociedades se adaptaram ao seu ambiente. Essa abordagem tinha mais nuances do que a teoria da "evolução unilinear" de White. Steward rejeitou a noção de progresso do século XIX e, em vez disso, chamou a atenção para a noção darwiniana de "adaptação", argumentando que todas as sociedades tinham que se adaptar ao seu ambiente de alguma forma. Ele argumentou que diferentes adaptações poderiam ser estudadas através do exame dos recursos específicos que uma sociedade explorava, da tecnologia na qual a sociedade dependia para explorar esses recursos e da organização do trabalho humano.
Ele argumentou ainda que diferentes ambientes e tecnologias exigiriam diferentes tipos de adaptações e que, à medida que a base de recursos ou tecnologia mudasse, assim também seria uma cultura. Em outras palavras, as culturas não mudam de acordo com alguma lógica interna, mas sim em termos de um relacionamento em mudança com um ambiente em mudança. As culturas, portanto, não passariam pelos mesmos estágios na mesma ordem em que mudaram – em vez disso, elas mudariam de maneiras e direções variadas. Ele chamou sua teoria de "evolução multilinear". Ele questionou a possibilidade de criar uma teoria social que abrangesse toda a evolução da humanidade; no entanto, ele argumentou que os antropólogos não se limitam a descrever culturas existentes específicas. Ele acreditava que é possível criar teorias analisando a cultura comum típica, representativa de épocas ou regiões específicas. Como fatores decisivos que determinam o desenvolvimento de determinada cultura, ele apontou a tecnologia e a economia, mas observou que existem fatores secundários, como sistema político, ideologias e religião. Todos esses fatores impulsionam a evolução de uma determinada sociedade em várias direções ao mesmo tempo; daí a aplicação do termo "multilinear" à sua teoria da evolução.
Marshall Sahlins, coeditor do Elman Service of Evolution and Culture (1960), dividiu a evolução das sociedades em 'geral' e 'específica'. A evolução geral é a tendência dos sistemas culturais e sociais de aumentar em complexidade, organização e adaptabilidade ao ambiente. No entanto, como as várias culturas não estão isoladas, há interação e difusão de suas qualidades (como as invenções tecnológicas). Isso leva as culturas a se desenvolverem de maneiras diferentes (evolução específica), pois vários elementos são introduzidos a elas em diferentes combinações e em diferentes estágios de evolução.
Em seu Power and Prestige (1966) e Human Societies: An Introduction to Macrosociology (1974), Gerhard Lenski expande os trabalhos de Leslie White e Lewis Henry Morgan, desenvolvendo a teoria ecológico-evolutiva . Ele vê o progresso tecnológico como o fator mais básico na evolução das sociedades e culturas. Ao contrário de White, que definiu a tecnologia como a capacidade de criar e utilizar energia, Lenski se concentra na informação — sua quantidade e usos. Quanto mais informação e conhecimento (especialmente permitindo a modelagem do ambiente natural) uma determinada sociedade possui, mais avançada ela é. Ele distingue quatro estágios do desenvolvimento humano, com base em avanços na história da comunicação. No primeiro estágio, a informação é passada pelos genes. No segundo, quando os humanos ganham consciência, eles podem aprender e passar informações por meio da experiência. No terceiro, os humanos começam a usar signos e desenvolvem a lógica. Na quarta, podem criar símbolos e desenvolver a linguagem e a escrita. Os avanços na tecnologia da comunicação se traduzem em avanços nasistema econômico e sistema político, distribuição de bens, desigualdade social e outras esferas da vida social. Ele também diferencia as sociedades com base em seu nível de tecnologia, comunicação e economia: (1) caçadores e coletores, (2) agrícolas, (3) industriais e (4) especiais (como as sociedades pesqueiras).
Talcott Parsons, autor de Societies: Evolutionary and Comparative Perspectives (1966) e The System of Modern Societies (1971), dividiu a evolução em quatro subprocessos: (1) divisão, que cria subsistemas funcionais a partir do sistema principal; (2) adaptação, onde esses sistemas evoluem para versões mais eficientes; (3) inclusão de elementos anteriormente excluídos dos sistemas fornecidos; e (4) generalização de valores, aumentando a legitimação do sistema cada vez mais complexo. Ele mostra esses processos em 4 estágios de evolução: (I) primitivo ou forrageiro, (II) agrícola arcaico, (III) clássico ou "histórico" em sua terminologia, usando teorias formalizadas e universalizantes sobre a realidade e (IV) culturas empíricas modernas. No entanto, essas divisões na teoria de Parsons são as formas mais formais pelas quais o processo evolutivo é conceituado, e não devem ser confundidas com a teoria real de Parsons. Parsons desenvolve uma teoria onde tenta revelar a complexidade dos processos que se formam entre dois pontos de necessidade, sendo o primeiro a "necessidade" cultural que se dá através do sistema de valores de cada comunidade em evolução; o outro são as necessidades ambientais, que se reflete mais diretamente nas realidades materiais do sistema básico de produção e na capacidade relativa de cada nível econômico-industrial em cada janela de tempo. Geralmente, Parsons destaca que a dinâmica e as direções desses processos são moldadas pelo imperativo cultural incorporado ao patrimônio cultural e, mais secundariamente, um resultado de puras condições "econômicas".
Os conceitos recentes e muito mal compreendidos de Michel Foucault, como Biopoder, Biopolítica e Poder-saber, têm sido citados como uma ruptura com a concepção tradicional do homem como animal cultural. Foucault considera tanto os termos "animal cultural" quanto "natureza humana" como abstrações enganosas, levando a uma isenção acrítica do homem e tudo pode ser justificado quando se trata de processos sociais ou fenômenos naturais (fenômenos sociais). Foucault argumenta que esses processos complexos estão inter-relacionados e difíceis de estudar por uma razão para que essas 'verdades' não possam ser superadas ou interrompidas.
Para Foucault, os muitos conceitos e práticas modernas que tentam descobrir "a verdade" sobre os seres humanos (seja psicologicamente, sexualmente, religiosamente ou espiritualmente) na verdade criam os mesmos tipos de pessoas que pretendem descobrir. Exigindo "especialistas" treinados e códigos de conhecimento e know-how, a busca rigorosa é "adiada" ou atrasada, o que torna qualquer tipo de estudo não apenas um assunto 'tabu', mas deliberadamente ignorado. Ele cita o conceito de 'verdade' dentro de muitas culturas humanas e a dinâmica sempre fluindo entre verdade, poder e conhecimento como uma dinâmica complexa resultante (Foucault usa o termo regimes de verdade) e como eles fluem com facilidade como a água que torna o conceito de 'verdade' impermeável a qualquer outra investigação racional. Algumas das instituições sociais mais poderosas do Ocidente são poderosas por uma razão, não porque exibem estruturas poderosas que inibem a investigação ou é ilegal investigar seus fundamentos históricos. É a própria noção de "legitimidade" que Foucault cita como exemplos de "verdade" que funcionam como um " Fundacionalismo " reivindica a exatidão histórica. Foucault argumenta, sistemas como Medicina, Prisões, A religião, assim como os trabalhos inovadores sobre questões teóricas mais abstratas do poder, estão suspensos ou enterrados no esquecimento.
```
Ele cita como exemplos adicionais o 'estudo científico' de biologia populacional e genética populacional como ambos os exemplos desse tipo de "biopoder" sobre a vasta maioria da população humana, dando à nova população política fundada sua "política" ou política. Com o advento da biologia e da genética unidas como novas inovações científicas, as noções de estudo do conhecimento sobre a verdade pertencem ao domínio dos especialistas que nunca divulgarão seus segredos abertamente, enquanto a maior parte da população não conhece sua própria biologia ou genética, isso é feito para eles pelos especialistas.
[
33
]
```

Isso funciona como um mecanismo de ignorância da verdade: "onde os 'saberes subjugados', como aqueles que foram escritos fora da história e submersos nela de forma mascarada, produzem o que agora conhecemos como verdade. Ele os chama de 'saberes de baixo'. e um "conhecimento histórico das lutas", sugere Foucault, é uma maneira de chegar a esses saberes e lutas; “são sobre a insurreição dos saberes.” Foucault tenta mostrar com a dimensão acrescida do “Meio ” (derivado da mecânica newtoniana) como este Meio do século XVII com o desenvolvimento das Ciências Biológicas e Físicas conseguiu se entrelaçar no relação política, social e biológica dos homens com a chegada do conceito Trabalho colocado sobre a população industrial Foucault usa o termo Umwelt, emprestado de Jakob von Uexküll, significando ambiente dentro.
Os conceitos sociais usuais podem não apenas soar como genuínos e irem além da origem e fundamento histórico, eles pode ser transformados em 'verdade exata' onde o indivíduo e o corpo social não são apenas subjugados e anulados. Foucault não está negando que o estudo genético ou biológico seja impreciso ou simplesmente não está dizendo a verdade o que ele quer dizer é que as noções dessas ciências recém-descobertas foram estendidas para incluir a grande maioria (ou populações inteiras) de populações como um exercício de “mudança de regimes”.
Foucault argumenta que o significado conceitual da Idade Média e do direito canônico período, o modelo geocêntrico, posteriormente substituído pelo modelo heliocentrismo colocando a posição do direito de direito na Idade Média (direito exclusivo ou seu correto termo legal Sui generis) era o direito divino dos reis e a monarquia absoluta onde a encarnação anterior da verdade e o domínio da soberania política era considerado absoluto e inquestionável pela filosofia política (monarcas, papas e imperadores).
No entanto, Foucault percebeu que essa versão faraônica do poder político foi transversal e foi com a emergência do capitalismo e do capitalismo no século XVIII, a democracia liberal que esses termos começaram a ser "democratizados". A versão faraônica moderna representada pelo presidente, o monarca, o papa e o primeiro-ministro tornaram-se versões propagandizadas ou exemplos de agentes simbólicos, todos voltados para um fenômeno recém-descoberto, a população. Como símbolos simbólicos agentes do poder fazendo com que a população de massa tenha que se sacrificar tudo em nome da recém-formada franquia eleitoral que agora chamamos de Democracia. No entanto, tudo isso foi virado de cabeça para baixo (quando os governantes medievais foram expulsos e substituídos por um aparato mais exato agora chamado de Estado) quando as ciências humanas de repente descobriram: "O conjunto de mecanismos pelos quais as características biológicas básicas da espécie humana se tornaram objeto de uma estratégia política fatos fundamentais que os humanos eram agora uma espécie biológica."

### Sociobiologia
A sociobiologia é talvez o mais distante do evolucionismo social clássico. Foi introduzido por Edward Wilson em seu livro de 1975 Sociobiology: The New Synthesis e seguiu sua adaptação da teoria evolutiva para o campo das ciências sociais. Wilson foi pioneiro na tentativa de explicar a mecânica evolutiva por trás de comportamentos sociais como altruísmo, agressão e nutrição. Ao fazê-lo, Wilson provocou uma das maiores controvérsias científicas do século XX, introduzindo e rejuvenescendo modos de pensamento neodarwinistas em muitas ciências sociais e humanidades, levando a reações que variam de oposição fundamental, não apenas de cientistas sociais e humanistas, mas também de darwinistas que o vêem como “excessivamente simplista em sua abordagem”, para apelar a uma reestruturação radical das respectivas disciplinas numa base evolutiva.
A atual teoria da evolução, a síntese evolutiva moderna (ou neodarwinismo), explica que a evolução das espécies ocorre através de uma combinação do mecanismo de seleção natural de Darwin e a teoria da genética de Gregor Mendel como base para a herança biológica e genética populacional matemática. Essencialmente, a síntese moderna introduziu a conexão entre duas importantes descobertas; as unidades de evolução (genes) com o principal mecanismo de evolução (seleção). Devido à sua estreita dependência da biologia, a sociobiologia é frequentemente considerada um ramo da biologia, embora use técnicas de uma infinidade de ciências, incluindo etologia, evolução, zoologia, arqueologia, genética populacional e muitas outras. Dentro do estudo das sociedades humanas, a sociobiologia está intimamente relacionada aos campos da ecologia comportamental humana e da psicologia evolutiva.
A sociobiologia permaneceu altamente controversa, pois afirma que os genes explicam comportamentos humanos específicos, embora os sociobiólogos descrevam esse papel como uma interação muito complexa e muitas vezes imprevisível entre natureza e criação. Os críticos mais notáveis da visão de que os genes desempenham um papel direto no comportamento humano foram os biólogos Richard Lewontin Steven Rose e Stephen Jay Gould. Dada a convergência de muitas das reivindicações da sociobiologia com a política de direita, esta abordagem tem visto severa oposição tanto em relação aos seus resultados de pesquisa quanto aos seus princípios básicos; isso levou até o próprio Wilson a revisitar suas afirmações e declarar sua oposição a alguns elementos da sociobiologia moderna.
Desde o surgimento da psicologia evolutiva, outra escola de pensamento, a Teoria da Herança Dupla, surgiu nos últimos 25 anos que aplica os padrões matemáticos da genética populacional para modelar os princípios adaptativos e seletivos da cultura. Esta escola de pensamento foi iniciada por Robert Boyd na UCLA e Peter Richerson na UC Davis e expandida por William Wimsatt, entre outros. O livro de Boyd e Richerson, Culture and the Evolutionary Process (1985), foi uma descrição altamente matemática da mudança cultural, posteriormente publicada de uma forma mais acessível em Not by Genes Alone (2004). Na visão de Boyd e Richerson, a evolução cultural, operando em informações socialmente aprendidas, existe em uma trilha separada, mas co-evolutiva, da evolução genética e, embora as duas estejam relacionadas, a evolução cultural é mais dinâmica, rápida e influente na sociedade humana do que a genética. evolução. A Teoria da Herança Dupla tem o benefício de fornecer território unificador para um paradigma de "natureza e criação" e explica fenômenos mais precisos na teoria evolutiva aplicada à cultura, como efeitos de aleatoriedade (drift), dependência de concentração, "fidelidade" de sistemas de informação em evolução, e transmissão lateral através da comunicação.

### Teoria da Modernização
As teorias da modernização estão intimamente relacionadas com a teoria da dependência e a teoria do desenvolvimento. Embora tenham sido desenvolvidos e popularizados nas décadas de 1950 e de 1960, seus ancestrais ideológicos e epistêmicos podem ser rastreados até pelo menos o início do século XX, quando historiadores progressistas e cientistas sociais, com base nas ideias darwinianas de que as raízes do sucesso econômico nos EUA encontrado em sua estrutura populacional, que, como sociedade imigrante, era composta pelos indivíduos mais fortes e aptos de seus respectivos países de origem, passou a suprir o mito nacional do destino manifesto estadunidense-americano de raciocínio evolutivo. Explícita e implicitamente, os Estados Unidos tornaram-se o padrão de modernização, e outras sociedades podiam ser medidas na extensão de sua modernidade pela proximidade com que aderiram ao exemplo norte-americano. As Teorias da Modernização combinam as teorias anteriores de evolução sociocultural com experiências práticas e pesquisas empíricas, especialmente aquelas da era da descolonização. A teoria afirma que:
- Os países ocidentais são os mais desenvolvidos, e o resto do mundo (principalmente ex-colônias) está nos estágios iniciais de desenvolvimento e, eventualmente, atingirá o mesmo nível do mundo ocidental.
- Os estágios de desenvolvimento vão das sociedades tradicionais às desenvolvidas.
- Os países do Terceiro Mundo ficaram para trás em seu progresso social e precisam ser direcionados em seu caminho para se tornarem mais avançados.[20]

Desenvolvendo-se a partir das teorias clássicas do evolucionismo social, a teoria da modernização enfatiza o fator da modernização: muitas sociedades estão simplesmente tentando (ou precisam) imitar as sociedades e culturas mais bem-sucedidas. Também afirma que é possível fazê-lo, apoiando assim os conceitos de engenharia social e que os países desenvolvidos podem e devem ajudar os menos desenvolvidos, direta ou indiretamente.
Entre os cientistas que muito contribuíram para essa teoria estão Walt Rostow, que em seu The Stages of Economic Growth: A Non-Communist Manifesto (1960) se concentra no lado do sistema econômico da modernização, tentando mostrar os fatores necessários para um país alcançar o caminho para a modernização em seu modelo de decolagem rostoviana. David Apter concentrou-se no sistema político e na história da democracia, pesquisando a conexão entre democracia, boa governança e eficiência e modernização. David McClelland (The Achieving Society, 1967) abordou este assunto do ponto de vista psicológico .perspectiva, com sua teoria das motivações, argumentando que a modernização não pode acontecer até que a sociedade valorize a inovação, o sucesso e a livre iniciativa. Alex Inkeles (Becoming Modern, 1974) também cria um modelo de personalidade moderna, que precisa ser independente, ativa, interessada em políticas públicas e questões culturais, aberta a novas experiências, racional e capaz de criar planos de longo prazo para o futuro. Alguns trabalhos de Jürgen Habermas também estão ligados a este subcampo. A teoria da modernização tem sido alvo de algumas críticas semelhantes às feitas contra o evolucionismo social clássico, sobretudo por ser demasiado etnocêntrica, unilateral e centrada no mundo ocidental e na sua cultura.

### Para um futuro social cultural e social estável
A evolução cultural segue o equilíbrio pontuado que Gould e Eldredge desenvolveram para a evolução biológica. Bloomfield escreveu que as sociedades humanas seguem um equilíbrio pontuado que significaria primeiro uma sociedade estável e depois uma transição resultando em uma sociedade estável subsequente com maior complexidade. Este modelo afirmaria que a humanidade teve uma sociedade animal estável, uma transição para uma sociedade tribal estável, outra transição para uma sociedade camponesa estável e está atualmente em uma sociedade industrial em transição. O status de uma sociedade humana repousa na produtividade da produção de alimentos. Deevey relatou o crescimento do número de humanos. Deevey também relatou sobre a produtividade da produção de alimentos, observando que a produtividade muda muito pouco para sociedades estáveis, mas aumenta durante as transições. Quando a produtividade e especialmente a produtividade alimentar não puder mais ser aumentada, Bloomfield propôs que o homem terá lcançado uma sociedade automatizada estável.

## Perspectivas contemporâneas

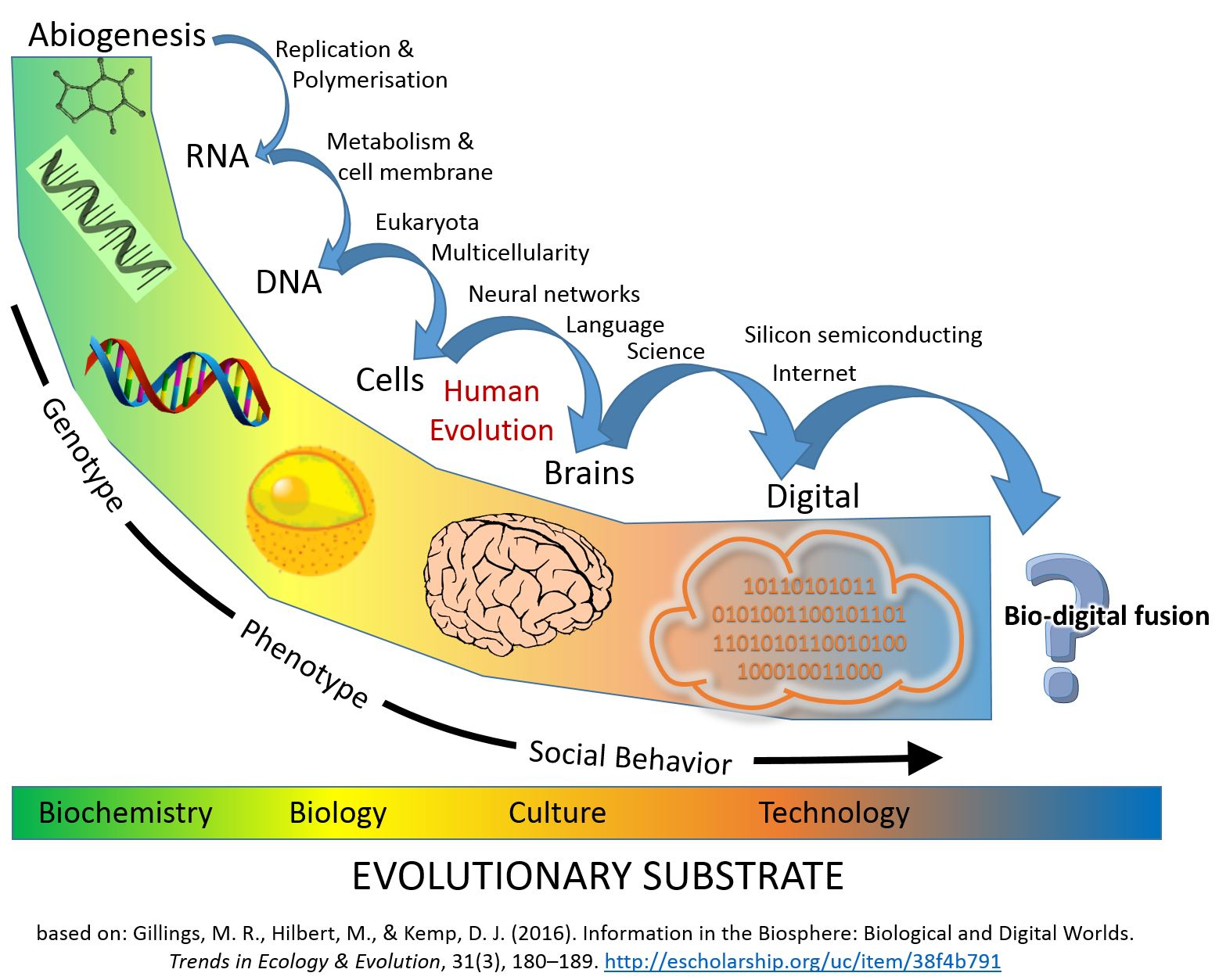
Linha do tempo esquemática de informações e replicadores na biosfera: principais transições evolutivas no processamento de informações.

### Perspectivas políticas
O período da Guerra Fria foi marcado pela rivalidade entre duas superpotências, que se consideravam as culturas mais evoluídas do planeta. A URSS se pintava como uma sociedade socialista que emergia da luta de classes, destinada a atingir o estado de comunismo, enquanto sociólogos nos Estados Unidos (como Talcott Parsons) defendiam que a liberdade e a prosperidade dos Estados Unidos eram prova de um nível de evolução sociocultural de sua cultura e sociedade. Ao mesmo tempo, a descolonização criou países recém-independentes que buscavam se tornar mais desenvolvidos – um modelo de progresso e industrialização que era em si uma forma de evolução sociocultural. Há, no entanto, uma tradição na teoria social europeia de Rousseau a Max Weber argumentando que essa progressão coincide com a perda da liberdade e dignidade humana. No auge da Guerra Fria, essa tradição se fundiu com o interesse pela ecologia para influenciar uma cultura ativista na década de 1960. Esse movimento produziu uma variedade de programas políticos e filosóficos que enfatizavam a importância de harmonizar a sociedade e o meio ambiente.

### Perspectivas tecnológicas
Argumenta-se que o próximo estágio da evolução sociocultural consistria na fusão da cultura com a tecnologia, especialmente a tecnologia de processamento da informação. Várias grandes transições cumulativas da evolução transformaram a vida por meio de inovações importantes no armazenamento e replicação de informações, incluindo RNA, DNA, multicelularidade e também linguagem e cultura como sistemas de processamento de informações inter-humanas. Nesse sentido, pode-se argumentar que a biosfera baseada em carbono gerou um sistema cognitivo(humanos) capazes de criar tecnologia que resultará em uma transição evolutiva comparável. "A informação digital atingiu uma magnitude semelhante à informação na biosfera. Ela aumenta exponencialmente, exibe replicação de alta fidelidade, evolui através de aptidão diferencial, é expressa através de inteligência artificial (IA) e tem facilidade para recombinação virtualmente ilimitada. Como transições evolutivas anteriores, a simbiose potencial entre a informação biológica e digital chegará a um ponto crítico onde esses códigos podem competir através da seleção natural. Alternativamente, essa fusão poderia criar um superorganismo de nível superior empregando uma divisão de trabalho de baixo conflito na execução de tarefas informacionais. Processo em que humanos já realizam fusões de biologia e tecnologia já estão ocorrendo. Passamos a maior parte do tempo acordados nos comunicando por meio de canais mediados digitalmente, a maioria das transações no mercado de ações é executada por algoritmos de negociação automatizados e nossas redes elétricas estão nas mãos da inteligência artificial. Com um em cada três casamentos na América começando online, os algoritmos digitais também estão desempenhando um papel na ligação e reprodução de pares humanos".

### Perspectivas antropológicas
As atuais teorias políticas dos novos tribalistas imitam conscientemente a ecologia e os modos de vida dos povos indígenas, ampliando-os com as ciências modernas. A Democracia Ecorregional tenta confinar os "grupos móveis", ou tribos, dentro de "limites mais ou menos claros" que uma sociedade herda da ecologia circundante, às fronteiras de uma ecorregião natural . O progresso pode ocorrer por competição entre tribos, mas não dentro delas, e é limitado por fronteiras ecológicas ou por incentivos do Capitalismo Natural que tentam imitar a pressão da seleção natural sobre uma sociedade humana, forçando-a a se adaptar conscientemente a energia ou materiais escassos. Argumenta-se que as sociedades evoluem deterministicamente para desempenhar um papel na ecologia de sua biosfera, ou então morrem como fracassos devido à competição de sociedades mais eficientes que exploram a influência da natureza.
Assim, alguns recorreram às teorias da evolução sociocultural para afirmar que otimizar a ecologia e a harmonia social de grupos muito unidos é mais desejável ou necessário do que a progressão para a "civilização". Uma pesquisa de 2002 com especialistas em povos indígenas neoárticos e neotrópicos (relatada na revista Harper 's revelou que a maior parte dos membros desses grupos estudados teriam preferido ser uma pessoa típica do Novo Mundo no ano de 1491, antes de qualquer contato europeu, em vez de um típico europeu da época. Essa abordagem tem sido criticada ao apontar que há uma série de exemplos históricos de povos indígenas causando graves danos ambientais (como adesmatamento da Ilha de Páscoa e a extinção de mamutes na América do Norte) e que os defensores do objetivo estariam presos pelo estereótipo europeu do selvagem nobre.

### O papel da guerra no desenvolvimento de estados e sociedades
Particularmente desde o fim da Guerra Fria, tem havido um número crescente de estudiosos das ciências sociais e humanas que vieram complementar as pesquisas neoevolucionárias mais presentistas com estudos sobre o passado mais distante e seus habitantes humanos. Um elemento-chave em muitas dessas análises e teorias é a guerra, que Robert L. Carneiro chamou de “primeiro motor na origem do Estado”. Ele teoriza que, dada a disponibilidade limitada de recursos naturais, as sociedades competirão entre si, com o grupo perdedor saindo da área agora dominada pelo vitorioso ou, se a área for circunscrita por um oceano ou uma cadeia de montanhas e o reassentamento é, portanto, impossível, será subjugado ou morto. Assim, as sociedades tornam-se cada vez maiores, mas, diante da constante ameaça de extinção ou assimilação, também foram forçadas a se tornar mais complexas em sua organização interna tanto para se manterem competitivas quanto para administrar um território crescente e uma população maior.
As ideias de Carneiro inspiraram grande número de pesquisas posteriores sobre o papel da guerra no processo de evolução política, social ou cultural. Um exemplo disso é Ian Morris, que argumenta que, dadas as condições geográficas corretas, a guerra não apenas impulsionou grande parte da cultura humana ao integrar sociedades e aumentar o bem-estar material, mas paradoxalmente também tornou o mundo muito menos violento. Estados de grande escala, evoluíram porque somente eles forneceram estabilidade suficiente tanto interna quanto externamente para sobreviver aos constantes conflitos que caracterizam o início da história dos estados menores, e a possibilidade de guerra continuará forçando os humanos a inventar e evoluir. A guerra levou as sociedades humanas a se adaptarem em um processo gradual, e cada desenvolvimento na tecnologia militar requer ou leva a desenvolvimentos comparáveis na política e na sociedade.
Muitas das suposições subjacentes ao pensamento de Morris podem ser rastreadas de uma forma ou de outra não apenas para Carneiro, mas também para Jared Diamond, e particularmente seu livro de 1997 Guns, Germs, and Steel. Diamond, que se opõe explicitamente aos contos evolucionistas racistas, argumenta que a explicação final de por que o desenvolvimento humano diferente em diferentes continentes é a presença ou ausência de plantas e animais domesticáveis, bem como o fato de que a orientação leste-oeste da Eurásia fez a migração dentro de climas semelhantes muito mais fácil do que a orientação sul-norte da África e das Américas. No entanto, ele também enfatiza a importância do conflito e da guerra como uma explicação próxima de como os europeus conseguiram conquistar grande parte do mundo, dado que as sociedades que falham em inovar “tendem a ser eliminadas pelas sociedades concorrentes”.
Da mesma forma, Charles Tilly argumenta que o que impulsionou a mudança política, social e tecnológica que, após séculos de grande variação em relação aos estados, levou aos estados europeus, em última análise, tudo convergiu para o estado nacional foi a coerção e a guerra: rede de estados nacionais, e a preparação para a guerra criou as estruturas internas dos estados dentro dela”. Ele descreve como a guerra se tornou mais cara e complexa devido à introdução de pólvora e grandes exércitos e, portanto, exigiu estados significativamente grandes para fornecer capital e mão de obra para sustentá-los, que ao mesmo tempo foram forçados a desenvolver novos meios de extração e administração.
No entanto, Norman Yoffee criticou esses teóricos que, com base em estruturas evolutivas gerais, chegaram a formular teorias sobre as origens dos estados e sua evolução. Ele alegou que, em grande parte devido à proeminência de explicações neoevolucionárias que agrupam diferentes sociedades em grupos para compará-las e seu progresso tanto a si mesmas quanto a exemplos etnográficos modernos, concentrando-se principalmente em sistemas políticos e uma elite despótica que se mantinha unida um estado territorial pela força, “muito do que foi dito dos primeiros estados, tanto na literatura profissional quanto nos escritos populares, não é apenas factualmente errado, mas também é implausível na lógica da teoria da evolução social”.

## Literatura sugerida
- ELIAS, Norbert. O processo civilizatório (Über den Prozess der Zivilisation). Rio de Janeiro: Jorge Zahar, 1994.
- RIBEIRO, Darcy. O Processo Civilizatório: etapas da evolução sócio-cultural. São Paulo: Companhia das Letras, 1998.